# Sphaerosyllis papillifera
Sphaerosyllis papillifera är en ringmaskart som beskrevs av Naville 1933. Sphaerosyllis papillifera ingår i släktet Sphaerosyllis och familjen Syllidae. Arten har ej påträffats i Sverige. Inga underarter finns listade i Catalogue of Life.